# گمینا الکساندروف کویاوسکی
گمینا الکساندروف کویاوسکی (به لهستانی:  Gmina Aleksandrów Kujawski) یک گمینا در لهستان است که در شهرستان آلکساندروف واقع شده‌است. گمینا الکساندروف کویاوسکی ۱۳۱٫۶۴ کیلومتر مربع مساحت و ۱۰٬۸۷۴ نفر جمعیت دارد.